# Reto Indergand
Reto Indergand, né le 15 décembre 1991 à Altdorf, est un coureur cycliste suisse, membre de l'équipe BMC Mountainbike Racing depuis 2012. Il est spécialiste du VTT.

## Biographie
Né le 15 décembre 1991 à Altdorf, Reto Indergand est le frère aîné de Linda Indergand.

## Palmarès en VTT

### Championnats du monde
- Canberra 2009
  -  Médaillé de bronze du cross-country juniors

### Coupe du monde
- Coupe du monde de cross-country
  - 2018 : 14e du classement général
  - 2019 : 16e du classement général
  - 2021 : 29e du classement général
  - 2022 : 28e du classement général

- Coupe du monde de cross-country short track
  - 2022 : 25e du classement général

### Championnats d'Europe
- 2013
  -  Médaillé d'argent du relais par équipes
- 2015
  -  Médaillé d'argent du relais par équipes

### Championnats de Suisse
- 2013
  -  Champion de Suisse de cross-country espoirs

## Palmarès sur route
| - 2007 - 3e du championnat de Suisse sur route débutants - 2013 - 3e de Silenen-Amsteg-Bristen - 2014 - 2e de Silenen-Amsteg-Bristen - 2015 - Silenen-Amsteg-Bristen | - 2016 - Ronde de Montauroux - 2017 - 3e de la Ronde de Montauroux - 2018 - Silenen-Amsteg-Bristen - 2022 - 2e de Silenen-Amsteg-Bristen |